# Anne Stanhope, duchessa di Bedford
Anne Mary Stanhope, duchessa di Bedford (3 settembre 1783 – Londra, 3 luglio 1857), è stata una nobildonna britannica.

## Biografia
Era la figlia di Charles Stanhope, III conte di Harrington, e di sua moglie, Jane Fleming.

## Matrimonio
Sposò, l'8 agosto 1808, Francis Russell, VII duca di Bedford. Ebbero un figlio:
- William Russell, VIII duca di Bedford (1º luglio 1809-27 maggio 1872)

È stata una amica della regina Vittoria, la quale la nominò Lady of the Bedchamber (1837-1841). La duchessa e il marito intrattennero la Regina nella loro residenza di campagna, Woburn Abbey, nel 1841.

## Scandalo
La duchessa fu coinvolta in uno scandalo per quanto riguarda Lady Flora Hastings. Quando Lady Flora lamentava dolori addominali, il medico di corte, inizialmente, dichiarò che lei fosse incinta. Siccome Lady Flora non era sposata, il tutto venne tenuto a tacere, ma la Duchessa e la baronessa Lehzen sparsero la voce che Sir John Conroy fosse il padre del bambino. Quando le è stato successivamente diagnosticato un cancro di cui morì poco dopo, la duchessa, la baronessa Lehzen e la regina stessa, che inizialmente aveva creduto la voce, passarono sotto severa critica pubblica per in aver guastato la reputazione di una donna innocente e per giunta in punto di morte.
È stata la creatrice del "tè del pomeriggio".

## Morte
Morì il 3 luglio 1857 ed è sepolta nella cappella Bedford a Chenies, nel Buckinghamshire.

## Ascendenza
|                                              |                    |                                         | Genitori                                      |  |  | Nonni |  |  | Bisnonni                                   |  |  | Trisnonni         |  |
|                                              |                    |                                         |                                               |  |  |       |  |  | 8. William Stanhope, I conte di Harrington |  |  | 16. John Stanhope |  |
|                                              |                    |                                         |                                               |  |  |       |  |  | 8. William Stanhope, I conte di Harrington |  |  | 16. John Stanhope |  |
|                                              |                    | 17. Dorothy Agard                       |                                               |  |  |       |  |  | 8. William Stanhope, I conte di Harrington |  |  |                   |  |
| 4. William Stanhope, II conte di Harrington  |                    |                                         |                                               |  |  |       |  |  | 8. William Stanhope, I conte di Harrington |  |  |                   |  |
|                                              |                    | 9. Anne Griffith                        | 18. Edward Griffith                           |  |  |       |  |  |                                            |  |  |                   |  |
|                                              |                    | 9. Anne Griffith                        | 18. Edward Griffith                           |  |  |       |  |  |                                            |  |  |                   |  |
|                                              |                    | 9. Anne Griffith                        | 19. Elizabeth Lawrence                        |  |  |       |  |  |                                            |  |  |                   |  |
| 2. Charles Stanhope, III conte di Harrington |                    | 9. Anne Griffith                        |                                               |  |  |       |  |  |                                            |  |  |                   |  |
|                                              |                    | 10. Charles FitzRoy, II duca di Grafton | 20. Henry FitzRoy, I duca di Grafton          |  |  |       |  |  |                                            |  |  |                   |  |
|                                              |                    | 10. Charles FitzRoy, II duca di Grafton | 20. Henry FitzRoy, I duca di Grafton          |  |  |       |  |  |                                            |  |  |                   |  |
|                                              |                    | 10. Charles FitzRoy, II duca di Grafton | 21. Isabella Bennet, II contessa di Arlington |  |  |       |  |  |                                            |  |  |                   |  |
| 5. Caroline Fitzroy                          |                    | 10. Charles FitzRoy, II duca di Grafton |                                               |  |  |       |  |  |                                            |  |  |                   |  |
|                                              |                    | 11. Henrietta Somerset                  | 22. Charles Somerset, marchese di Worcester   |  |  |       |  |  |                                            |  |  |                   |  |
|                                              |                    | 11. Henrietta Somerset                  | 22. Charles Somerset, marchese di Worcester   |  |  |       |  |  |                                            |  |  |                   |  |
|                                              |                    | 11. Henrietta Somerset                  | 23. Rebecca Child                             |  |  |       |  |  |                                            |  |  |                   |  |
| 1. Anne Stanhope, duchessa di Bedford        |                    | 11. Henrietta Somerset                  |                                               |  |  |       |  |  |                                            |  |  |                   |  |
|                                              | 12. Robert Fleming | …                                       |                                               |  |  |       |  |  |                                            |  |  |                   |  |
|                                              | 12. Robert Fleming | …                                       |                                               |  |  |       |  |  |                                            |  |  |                   |  |
|                                              | 12. Robert Fleming | …                                       |                                               |  |  |       |  |  |                                            |  |  |                   |  |
| 6. John Fleming, I baronetto                 | 12. Robert Fleming |                                         |                                               |  |  |       |  |  |                                            |  |  |                   |  |
|                                              |                    | 13. Catharine Spence                    | …                                             |  |  |       |  |  |                                            |  |  |                   |  |
|                                              |                    | 13. Catharine Spence                    | …                                             |  |  |       |  |  |                                            |  |  |                   |  |
|                                              |                    | 13. Catharine Spence                    | …                                             |  |  |       |  |  |                                            |  |  |                   |  |
| 3. Jane Fleming                              |                    | 13. Catharine Spence                    |                                               |  |  |       |  |  |                                            |  |  |                   |  |
|                                              |                    | 14. William Coleman                     | …                                             |  |  |       |  |  |                                            |  |  |                   |  |
|                                              |                    | 14. William Coleman                     | …                                             |  |  |       |  |  |                                            |  |  |                   |  |
|                                              |                    | 14. William Coleman                     | …                                             |  |  |       |  |  |                                            |  |  |                   |  |
| 7. Jane Coleman                              |                    | 14. William Coleman                     |                                               |  |  |       |  |  |                                            |  |  |                   |  |
|                                              |                    | 15. Jane Seymour                        | 30. Edward Seymour, V baronetto               |  |  |       |  |  |                                            |  |  |                   |  |
|                                              |                    | 15. Jane Seymour                        | 30. Edward Seymour, V baronetto               |  |  |       |  |  |                                            |  |  |                   |  |
|                                              |                    | 15. Jane Seymour                        | 31. Laetitia Popham                           |  |  |       |  |  |                                            |  |  |                   |  |
|                                              |                    | 15. Jane Seymour                        |                                               |  |  |       |  |  |                                            |  |  |                   |  |